# Assemblée d'État de la république de l'Altaï
7e législature
L'Assemblée législative - El Kouroultaï de la république de l'Altaï (en russe : Государственное Собрание — Эл Курулта́й Республики Алтай, Gossoudnartvennoïe Sobranie - El Kouroultaï Respoubliki Altaï, en altaï méridional : Алтай Республиканыҥ Эл Курултай, Altaï Respoublikanki El Kouroultaï) est le parlement monocaméral de la république de l'Altaï établi en 1994, et réaffirmé par la constitution de la république du 7 juin 1997.
L'assemblée siège à Gorno-Altaïsk, au n°1 de la rue Erkemen Palkin (ru), en plein centre-ville. Il est constitué de quarante-et-un députés, dont 30 sièges élus au scrutin uninominal majoritaire à un tour dans autant de circonscriptions électorales, et 11 élus au scrutin proportionnel plurinominal. La durée d'un mandat est de 5 ans.

## Siège
L'assemblée législative de la république de l'Altaï siège au n°1 de la rue Erkemen Palkin (ru), dans le centre-ville de Gorno-Altaïsk, juste à côté de la place Lénine. De très nombreuses lignes de bus desservent la place Lénine et ainsi le parlement.

## Système électoral
Conformément à la législation en vigueur, il y a 41 députés qui sont élus tous les 5 ans à l'Assemblée selon un système mixte, avec 11 députés élus à la proportionnelle par partis et 30 élus dans des circonscriptions uninominales.
Parmi les circonscriptions uninominales, Gorno-Altaïsk en possède 8, le raïon de Koch-Agatch 3, le raïon de Maïma 3. Les raïons de Chebalino, d'Ongoudaï, de Tourotchak, d'Oust-Kan et d'Oust-Koksa en possède chacun 2. Enfin, les raïons de Tchoïa et de Tchemal en possède chacun un.

## Présidents
| Période     | Président | Président                               | Parti | Parti       |
| ----------- | --------- | --------------------------------------- | ----- | ----------- |
| 1994-1997   |           | Valérie Tchaptynov (en)                 |       | Indépendant |
| 1997        |           | Vladilen Volkov (en)                    |       | Indépendant |
| 1997-2001   |           | Daniil Ivanovitch Tabaïev (ru)          |       | KPRF        |
| 2002-2006   |           | Igor Ejerovitch Iamov (ru)              |       | Russie unie |
| 2006-2016   |           | Ivan Itoulovitch Belekov (ru)           |       | Russie unie |
| 2016-2020   |           | Vladimir Nikolaïevitch Tioulentine (ru) |       | Russie unie |
| 2020-2021   |           | German Tchepkine Par intérim            |       | Russie unie |
| Depuis 2021 |           | Arthour Kokhoïev (ru)                   |       | Russie unie |

## Histoire

### 7elégislature
Les élections de la 7e législature ont eu lieu le 8 septembre 2019, afin de renouveler les 41 sièges de l'Assemblée. Cinq partis se sont présentés dans la circonscription unique pour pourvoir 11 sièges à la proportionnelle (Russie unie, le Parti communiste de la fédération de Russie, le Parti libéral démocrate, Russie juste et Rodina). Dans les circonscriptions uninominales, d'autres partis et des indépendants se sont présentés. À la suite des résultats, Russie unie a gardé sa majorité, bien que perdant 4 sièges, et le parti communiste a lui gagné 4 sièges.
Vladimir Nikolaïevitch Tioulentine (ru), député de Russie unie, d'abord réélu président de l'assemblée, décède le 13 décembre 2020 des suites d'une insuffisance cardiaque. Des élections législatives partielles ont lieu début 2021, voyant un candidat des communistes l'emporter. Quant au président, c'est Arthour Kokhoïev (ru) (Russie unie) qui prend sa place, après un intérim de trois mois du député aussi de Russie unie German Tchepkine.
| Président de l'Assemblée législative        |       |        |      |                                          |
| Arthour Kokhoïev (ER)                       |       |        |      |                                          |
| Parti                                       | Sigle | Sigle  | Élus | Groupe                                   |
| Majorité (25 sièges)                        |       |        |      |                                          |
| Russie unie                                 |       | ER     | 24   | Russie unie et apparentés                |
| Indépendant                                 |       | Ind.   | 1    | Russie unie et apparentés                |
| Opposition (16 sièges)                      |       |        |      |                                          |
| Parti communiste de la fédération de Russie |       | KPRF   | 5    | Communistes                              |
| Indépendants                                |       | Ind.   | 5    | Indépendants de la république de l'Altaï |
| Parti communiste de la fédération de Russie |       | KPRF   | 1    | Indépendants de la république de l'Altaï |
| Parti libéral-démocrate de Russie           |       | LDPR   | 1    | Libéral-démocrate                        |
| Russie juste                                |       | SRZP   | 1    | Russie juste                             |
| Rodina                                      |       | Rodina | 1    | Rodina                                   |
| Parti des Entreprises                       |       | PD     | 1    | Hors groupe                              |
| Indépendant                                 |       | Ind.   | 1    | Hors groupe                              |

## Commissions
| Commission | Président                           | Parti | Parti | Circonscription            |
| --- | ----------------------------------- | ----- | ----- | -------------------------- |
| Commission sur la législation, l'ordre public et l'autonomie locale                                              | Viktor Vassilievitch Romachkine     |       | KPRF  | Proportionnelle            |
| Commission sur la politique économique, financière et fiscale                                                    | Radmila Sergueïevna Pekpeïevka      |       | ER    | n°3 - Gorno-Altaïsk        |
| Commission sur la politique nationale, l'éducation, la culture, les associations publiques et les médias         | Natalia Mikhaïlovna Iekeïevka       |       | ER    | n°30 - Raïon de Chebalino  |
| Commission sur la Santé et la protection sociale                                                                 | Alena Borissovna Kazantseva         |       | ER    | n°14 - Raïon de Maïma      |
| Commission sur la politique agricole                                                                             | Roustam Nikolaïevitch Baïdalakov    |       | Ind.  | n°17 - Raïon d'Ongoudaï    |
| Commission Écologie et Gestion de la Nature                                                                      | Vladislav Vassilievitch Rybatchenko |       | ER    | n°17 - Raïon de Tourotchak |
| Commission pour le développement de la politique du tourisme, de l'entrepreneuriat, des sports et de la jeunesse | Sergueï Konstantinovith Timochensky |       | ER    | Proportionnelle            |